# 任素汐
任 素汐（レン・スーシー、1988年6月1日 - ）は、中華人民共和国の女優。代表作『驢得水』『無名之輩』『半個喜劇』。

## 経歴
1988年6月1日、山東省萊州市で生まれる。2005年に中央戯劇学院に入学した。
2006年、『第八個泥人』で映画初出演を果たした。2016年、周申・劉露監督の映画『驢得水』で、張一曼役を演じる。この作品で第17回華語電影伝媒大賞最優秀女優賞・最優秀新俳優賞と第25回上海影評人賞最優秀新女優賞を受賞。2018年には『無名之輩』に主演し主題歌「等一等」「胡広生」も歌っている。『無名之輩』で第26回北京大学生電影節最優秀女優賞にノミネートされる。2019年、映画『半個喜劇』の莫黙役で第27回華鼎賞最優秀女優賞、第15回中国長春電影節最優秀女優賞、第33回中国電影金鶏賞最優秀女優賞を受賞。

## 出演作品

### 映画
| 年度   | 題名           | 役名   | 備考 |
| ------ | -------------- | ------ | ---- |
| 2016   | 第八個泥人     |        |      |
| 2016   | 驢得水         | 張一曼 |      |
| 2017   | 提着心吊着胆   | 顧小姐 |      |
| 2018   | 無名之輩       | 馬嘉旗 |      |
| 2019   | 銀河学習塾     | 馨予   |      |
| 2019   | 愛しの母国     | 方敏   |      |
| 2019   | 半個喜劇       | 莫黙   |      |
| 2020   | 通往春天的列車 | 蘇芳   |      |
| 2021   | 婚活ママ       | 王招   |      |
| 2021   | 有一點動心     | 陳然   |      |
| 待機中 | 回廊亭         |        |      |
| 待機中 | 荒原           |        |      |
| 待機中 | 繁華将至       |        |      |

### テレビドラマ
| 年度   | 題名                                | 役名   | 備考 |
| ------ | ----------------------------------- | ------ | ---- |
| 2021   | 北轍南轅                            | 連莉   |      |
| 2021   | 愛すべき私たちへ 〜beautiful days〜 | 紀南嘉 |      |
| 待機中 | 親愛的小孩                          |        |      |